# Montupet
Montupet, S.A. ist ein ehemals börsennotierter französischer Automobilzulieferer mit Sitz in Clichy bei Paris. Montupet ist im Bereich Aluminiumguss tätig und stellt Zylinderköpfe und andere Aluminiumteile her; andere Motorteile sind u. a. Radträger und Achsschenkel, Pumpen und Turboladergehäuse, Bremszylinder und Bremssättel. Das Unternehmen ist seit Anfang 2016 Teil des kanadischen Automobilzulieferkonzerns Linamar.

## Geschichte
Die Gruppe entstand im Jahre 1977 durch den Zusammenschluss der drei französischen Gießereien, Montupet (deren Geschichte bis 1894 zurückgeht und die seit 1966 börsennotiert war), Virax (als Debard 1905 in Chateauroux gegründet) und Fonderie de Precision. Nach einem Jahrzehnt von Umstrukturierungen, startet die Gruppe ihre internationale Expansion mit der Übernahme der spanischen Gießerei Alumalsa im Jahr 1987 und der Errichtung von drei neuen Gießereien in den Jahren 1988 und 1989 in Frankreich, Kanada und Nord Irland. Nach einer schweren Existenzkrise in den Jahren 1991 bis 1996 konnte die Gruppe ihr Wachstum ab 1997 wieder aufgenommen mit der Expansion der bestehenden Standorte, dem Bau einer neuen Gießerei in Mexiko und
die Übernahme einer weiteren Gießerei in Nordirland.
Im Jahr 2008 begann die Produktion an einem neuen Standort in Bulgarien während in Nordirland und Kanada zwei Standorte geschlossen wurden.
Ende 2009 erwarb der Konzern die Vermögenswerte der Fonderie de Poitou Aluminium (mit Sitz in Ingrandes, Frankreich). Im Juni 2010 hat der Konzern seine Tochtergesellschaft Française de Roues, die in der Herstellung von PKW-Felgen tätig war, und im April 2012 die Fonderie de Poitou Aluminium nach deren Insolvenz veräußert.
Seit November 2013 ist der Konzern auch in Indien tätig über Jaya Hind Montupet, ein Joint Venture von Montupet mit der Force-Motors-Gruppe.
Im Oktober 2015 kündigte Linamar den Kauf von Montupet für EUR 771 Mio. an; nach einem erfolgreichen öffentlichen Übernahmeangebot wurde das Unternehmen im Februar 2016 von der Börse genommen.

## Standorte
- Frankreich: Laigneville und Châteauroux
- Spanien: Zaragoza
- Bulgarien: Ruse
- Mexiko: Torreon
- Nord Irland: Belfast